# Уксує Баркос
Мірен Уксує Баркос Берруесо (ісп. Miren Uxue Barkos Berruezo; нар. 5 червня 1964) — іспанська політикиня, журналістка і президентка Наварри 2015—2019. Депутат Парламенту Наварри з 2015 року

## Біографія
Випускниця факультету інформатики Університету Наварри (1988 р.). З 1984 року працювала в газеті «Navarra Hoy». З 1990 року на баскському телебаченні.
У 2004 та 2008 роках виграла вибори в Низню палату парламенту Іспанії. У 2011 попри важку хворобу переобрана на посаду депутата. У 2015 році обрана в парламент Наварри та Президентом Наварри від лівих націоналістів. У 2019 та 2023 роках переобрана в Парламент Наварри.